# Rouvroy (Belgio)
Rouvroy (in vallone Rovroe-e-Gåme) è un comune belga di 2 082 abitanti, situato nella provincia vallona del Lussemburgo. È il comune più meridionale del Belgio.

## Geografia fisica

### Frazioni del comune
Couvreux, Dampicourt (sede), Harnoncourt, Lamorteau, Montquintin, Rouvroy e Torgny.

### Comuni limitrofi
Il comune è parzialmente delimitato dalla frontiera franco-belga, che lo separa dai dipartimenti della Meurthe e Mosella a sud e della Mosa ad ovest, entrambi situati in Lorena.
Confina con:
- Meix-devant-Virton a nord
- Virton ad est
- Épiez-sur-Chiers a sud
- Velosnes a sud-ovest
- Écouviez ad ovest
- Thonne-la-Long e Verneuil-Grand a nord-ovest